# Marcus Velleius Paterculus
(Marcus) Velleius Paterculus (født ca. 19 f.Kr., død c. 31 e.Kr.) var den romerske historiker Velleius. Selv om Priscian (omkring 500) angav hans fornavn som "Marcus", identificerer nogle nutidige historikere ham med Gaius Velleius Paterculus, hvis navn er fundet på en nordafrikansk milepæl (C.I.L. VIII.10, 311).

## Liv
Paterculus blev født ind i en aristokratisk familie fra Campania i det sydlige Italien og gik ind i hæren i en tidlig alder. Han gjorde tjeneste som militærtribun i Thrakien i det makedonske Grækenland og i østen. I år 2 e.Kr. var han med ved mødet ved Eufrat mellem Gaius Cæsar, Augustus' barnebarn, og partherners konge Fraates. Som legatus og præfekt i kavaleriet tjente han otte år (fra år 4 e.Kr.) i Tyskland og Pannonien under Tiberius. I år 8 e.Kr. blev han hædret som kvæstor med sin bror som prætor i år 15 e.Kr.. Han var i live år 30 e.Kr., for consulembedet under Marcus Vinicius har mange referencer til ham i det år. Det er uvist, men sandsynligt at han blev henrettet i år 31 e.Kr. som en ven af Lucius Aelius Sejanus, som han roser.

## Værk
Velleius Paterculus historie er et værk i to bøger, hvoraf kun den anden bog er bevaret i fuldstændighed. Af første bog er kun 18 kapitler bevaret. Værket er dediceret til hans protektor, consulen Marcus Vinicius (consul år 30 e.Kr.), men er snarere en dedikation til kejser Tiberius, som han fremstiller i meget rosende vendinger. Bøgerne dækker perioden fra grækernes udvandring efter Den trojanske krig til kejserinde Livias død år 14 e.Kr.. Den første bog omhandler perioden op til Karthagos ødelæggelse (146 f.Kr.), men er mangelfuldt bevaret og begyndelsen af bogen kendes ikke. Den senere historie specielt fra Caesars død (44 f.Kr.) til Augustus' død (14 e.Kr.) er behandlet meget dybere end den tidlige historie. En kort omtale er med om oldgræsk og romersk litteratur, men uden at nævne Plautus, Horats eller Properts.
Velleius Paterculus viser ingen rigtig historisk indsigt, men er generelt troværdig i sin fremstilling af fakta. Grundet sin ikke-vaklende opbakning til kejserhuset er han snarere hofannalist end historiker. Hans kronologi er upræcis. Han er ubændig i sin ros og hyldest til kejserne Cæsar, Augustus og i særdeleshed Tiberius. Hans gentagelser, redundante passager og sjusk i formuleringerne kan til dels skyldes den hast, han skrev Det kommer også med gentagne gange. Den overdrevne retorik med hyperbel, antiteser og epigrammer placerer ham i den klassiske latinske sølvalder: i den er han selv det første eksempel.
Han havde til hensigt at skrive en mere fyldestgørende historie om borgerkrigen mellem Cæsar og Pompejus og Tiberius' krige; men der er ingen tegn på, at han fik det gjort. Hans hovedautoriteter var Cato den Ældre Origines samt Quintus Hortensius, Pompejus Trogus, Cornelius Nepos og Livius annales.
Velleius Paterculus var lidet kendt i antikken. Marcus Annaeus Lucanus synes at have læst ham, og han synes at være forbillede for Sulpicius Severus.

## Tekster
Editio princeps af Velleius Paterculus bøger er bevaret i et dårligt afskrevet og ødelagt manuskript fundet af Beatus Rhenanus i 1515 i Murbach Kloster i Alsace. Det er gået tabt igen. Der er udgaver af en række store humaniser, Justus Lipsius (1547-1606), Jan Gruter (1560-1627), Nikolaes Heinsius den ældre (1620-1681) og Pieter Burmann den ældre (1668-1741).
Velleius Paterculus er kun oversat til dansk af den tidligere rektor på Herlufsholm Adam Winding Broson, der i 1804 udgav Det Overblevne af C. Velleius Paterculus's Romerske Historie trykt med gotisk skrift. Til engelsk er den oversat i en udgave fra 1978: Velleius Paterculus, Historiarum Libri Duo, ed. William S. Watt, 2nd ed.; Bibliotheca scriptorum Graecorum et Romanorum Teubneriana (Stuttgart: Saur, 1978; ISBN 3-598-71873-X) og i Loeb Classical Library, Harvards serie af klassiske græske og romerske tekster: Velleius Paterculus, Compendium of Roman History, trans. F. W. Shipley; Loeb Classical Library 152 (Harvard University Press, 1924; ISBN 0-674-99168-0.